# Si una vez
Si una vez (spanisch für „Wenn einmal“) ist ein Lied der Sängerin Selena, das in Zusammenarbeit zwischen Pete Astudillo, einem Mitglied ihrer Begleitband Los Dinos, und ihrem Bruder A. B. Quintanilla entstand. Es wurde auf Selenas fünftem Studioalbum Amor Prohibido veröffentlicht.

## Inhalt
Das Lied beschreibt eine überwundene Liebesbeziehung, die sich die Protagonistin (da im Original von einer Frau gesungen) im Nachhinein nicht mehr erklären kann. Obwohl sie ihrem Partner alles gab (todo mi amor y más; „meine ganze Liebe und mehr“), wusste dieser es nicht zu würdigen, weil ihm das Verständnis dafür fehlte, was Liebe überhaupt ist. 
Daher hat sie einen Schlussstrich gezogen und erklärt ihm: Si una vez dije que te amaba no sé lo que pensé. Estaba loca („Wenn ich dir mal gesagt habe, dass ich dich liebe, weiß ich nicht, was ich mir dabei gedacht habe. Ich war verrückt“). Denn die ehemaligen Gefühle sind unwiederbringlich verschwunden und die Beziehung hat keine Zukunft mehr: Si una vez dije que te amaba, no lo vuelvo a hacer. Ese error es cosa de ayer („Wenn ich dir mal gesagt habe, dass ich dich liebe, so würde ich das nicht mehr tun. Dieser Fehler gehört der Vergangenheit an“).

## Coverversionen
Das Lied wurde von einer Vielzahl von lateinamerikanischen Interpreten gecovert. Dazu gehören unter anderem Alicia Villarreal, Angela Aguilar und Jennifer Lopez, die die Originalinterpretin in dem 1997 uraufgeführten Film Selena – Ein amerikanischer Traum verkörperte und dieses Lied als ihr Lieblingslied von Selena bezeichnete.
2017 wurde das Lied noch einmal erfolgreich vom Musikprojekt Play-N-Skillz gecovert und auf YouTube bereits mehr als 36 Millionen Mal abgerufen. Außerdem haben sie noch eine englische bzw. spanglishe Version veröffentlicht.
Ferner wurde das Lied in verschiedenen Musikstilen gecovert; so zum Beispiel von Karli Ortega in einer Bachata-Version, von Viru Kumbieron in einer Cumbia-Version, von Manny Manuel in einer Merengue-Version und von Cielo Torres in einer Salsa-Version.